# Necyria vetulonia
Necyria vetulonia är en fjärilsart som beskrevs av William Chapman Hewitson 1872. Necyria vetulonia ingår i släktet Necyria och familjen Riodinidae. Inga underarter finns listade i Catalogue of Life.